# 平安孝行
平安 孝行（ひらやす たかゆき、1980年5月7日　- ）は日本人空道家、総合格闘家、キックボクサー。山口県出身。国際空道連盟大道塾中四国本部所属。
格闘猿の異名を持つ。身長162cm、体重66kg。北斗旗体力別全日本軽量級(現-230 クラス)で6度の優勝経験と世界大会で3位ワールドカップ4位の戦績を持つ空道家でありながら、MMA、キック、散打と様々なステージで闘い続ける格闘家。重量級王者にも勝利する等小よく大を制するを体現した。師匠は大道塾中四国本部長の村上智章。

## 来歴
- 2004年 - 北斗旗 体力別選手権 軽量級 優勝
- 2004年 - 北斗旗 体力別選手権 無差別級 特別賞
- 2005年 - 第2回 世界空道 軽量級 ベスト8
- 2006年 - 第1回 中国修斗グラップリングトーナメント ライト級 3位
- 2006年 - 北斗旗 全日本空道体力別選手権 軽量級 優勝
- 2008年秋 - 北斗旗 全日本空道体力別選手権 軽量級 優勝
- 2009年春 - 北斗旗 全日本空道体力別選手権 軽量級 優勝

・2010年-全日本空道体力別軽量級優勝
・2011年-全日本空道体力別軽量級優勝
・2012年-全日本空道体力別軽量級準優勝
・2009年-第3回世界空道体力別軽量級3位
・2011年-第1回モスクワワールドカップ4位
・第２代一心キックボクシングバンタム級王者